# Gostanka
Gostanka (veliki pelin; lat. Phlomis) je biljni rod trajnica i vazdazelenih grmova iz porodice usnača
Rod se sastoji od 88 vrsta (plus 23 notovrste) rasprostranjenih od Sredozemlja na istok do Zapadne Azije i zapadnih Himalaja
U Hrvatskoj postoje 3 vrste: grmolika (P. fruticosa), vjetrovita  (P. herba-venti), uzvišena (P. samia). Gomoljasta gostanka (P. tuberosa), sinonim je za Phlomoides tuberosa.

## Vrste
1. Phlomis amanica¨ Vierh.
2. Phlomis angustissima¨ Hub.-Mor.
3. Phlomis anisodonta¨ Boiss.
4. Phlomis antiatlantica¨ J.P.Peltier
5. Phlomis armeniaca¨ Willd.
6. Phlomis aucheri¨ Boiss.
7. Phlomis aurea¨ Decne.
8. Phlomis bourgaei¨ Boiss.
9. Phlomis bovei¨ de Noé
10. Phlomis brachyodon¨ (Boiss.) Zohary
11. Phlomis brevibracteata¨ Turrill
12. Phlomis brevidentata¨ H.W.Li
13. Phlomis brevilabris¨ Ehrenb. ex Boiss.
14. Phlomis bruguieri¨ Desf.
15. Phlomis brunneogaleata¨ Hub.-Mor.
16. Phlomis bucharica¨ Regel
17. Phlomis cancellata¨ Bunge
18. Phlomis capitata¨ Boiss.
19. Phlomis carica¨ Rech.f.
20. Phlomis cashmeriana¨ Royle ex Benth.
21. Phlomis chimerae¨ Boiss.
22. Phlomis chorassanica¨ Bunge
23. Phlomis chrysophylla¨ Boiss.
24. Phlomis cretica¨ C.Presl
25. Phlomis crinita¨ Cav.
26. Phlomis cyclodon¨ Knorring
27. Phlomis cypria¨ Post
28. Phlomis dincii¨ Yild.
29. Phlomis drobovii¨ Popov
30. Phlomis elliptica¨ Benth.
31. Phlomis elongata¨ Hand.-Mazz.
32. Phlomis floccosa¨ D.Don
33. Phlomis fruticetorum¨ Gontsch.
34. Phlomis fruticosa¨ L.
35. Phlomis ghilanensis¨ K.Koch
36. Phlomis grandiflora¨ H.S.Thomps.
37. Phlomis herba-venti¨ L.
38. Phlomis hypoleuca¨ Vved.
39. Phlomis integrifolia¨ Hub.-Mor.
40. Phlomis iranica¨ Joharchi & Vaezi
41. Phlomis isiliae¨ Yild.
42. Phlomis italica¨ L.
43. Phlomis kotschyana¨ Hub.-Mor.
44. Phlomis kurdica¨ Rech.f.
45. Phlomis lanata Willd.
46. Phlomis lanceolata¨ Boiss. & Hohen.
47. Phlomis leucophracta¨ P.H.Davis & Hub.-Mor.
48. Phlomis linearifolia¨ Zakirov
49. Phlomis linearis¨ Boiss. & Balansa
50. Phlomis longifolia¨ Boiss. & Blume
51. Phlomis lunariifolia¨ Sm.
52. Phlomis lurestanica¨ Jamzad
53. Phlomis lychnitis¨ L.
54. Phlomis lycia¨ D.Don
55. Phlomis majkopensis¨ (Novopokr.) Grossh.
56. Phlomis mazandaranica¨ Jamzad
57. Phlomis mindshelkensis¨ Lazkov
58. Phlomis monocephala¨ P.H.Davis
59. Phlomis nissolii¨ L.
60. Phlomis nubilans¨ Zakirov
61. Phlomis olgae¨ Regel
62. Phlomis olivieri¨ Benth.
63. Phlomis oppositiflora¨ Boiss. & Hausskn.
64. Phlomis orientalis¨ Mill.
65. Phlomis pachyphylla¨ Rech.f.
66. Phlomis persica¨ Boiss.
67. Phlomis physocalyx¨ Hub.-Mor.
68. Phlomis pichleri¨ Vierh.
69. Phlomis platystegia¨ Post
70. Phlomis polioxantha¨ Rech.f.
71. Phlomis purpurea¨ L.
72. Phlomis regelii¨ Popov
73. Phlomis rigida¨ Labill.
74. Phlomis russeliana¨ (Sims) Benth.
75. Phlomis salicifolia¨ Regel
76. Phlomis samia¨ L.
77. Phlomis sewerzowii¨ Regel
78. Phlomis sieheana¨ Rech.f.
79. Phlomis sintenisii¨ Rech.f.
80. Phlomis spinidens¨ Nevski
81. Phlomis stewartii¨ Hook.f.
82. Phlomis syriaca¨ Boiss.
83. Phlomis tathamiorum¨ R.M.Haber & Semaan
84. Phlomis tenorei¨ Soldano
85. Phlomis thapsoides¨ Bunge
86. Phlomis tomentosa¨ Regel
87. Phlomis trineura¨ Rech.f.
88. Phlomis viscosa¨ Poir.
89. Phlomis ×alanyense¨ Hub.-Mor.
90. Phlomis ×bornmuelleri¨ Rech.f.
91. Phlomis ×cilicica¨ Hub.-Mor.
92. Phlomis ×commixta¨ Rech.f.
93. Phlomis ×composita¨ Pau
94. Phlomis ×cytherea¨ Rech.f.
95. Phlomis ×ekimii¨ Dadandý & H.Duman
96. Phlomis ×kalanensis¨ Hub.-Mor.
97. Phlomis ×margaritae¨ Aparicio & Silvestre
98. Phlomis ×melitenense¨ Hub.-Mor.
99. Phlomis ×mobuliensis¨ Hub.-Mor.
100. Phlomis ×muglensis¨ Hub.-Mor.
101. Phlomis ×pabotii¨ Rech.f.
102. Phlomis ×praetervisa¨ Rech.f.
103. Phlomis ×rechingeri¨ Hub.-Mor.
104. Phlomis ×semiorbata¨ Rech.f.
105. Phlomis ×sieberi¨ Vierh.
106. Phlomis ×stapfiana¨ Rech.f.
107. Phlomis ×termessi¨ P.H.Davis
108. Phlomis ×tunceliensis¨ Hub.-Mor.
109. Phlomis ×vierhapperi¨ Rech.f.
110. Phlomis ×vuralii¨ Dadandý
111. Phlomis ×wendelboi¨ Jamzad